# 休恩半岛
6°13′S 147°15′E / 6.217°S 147.250°E

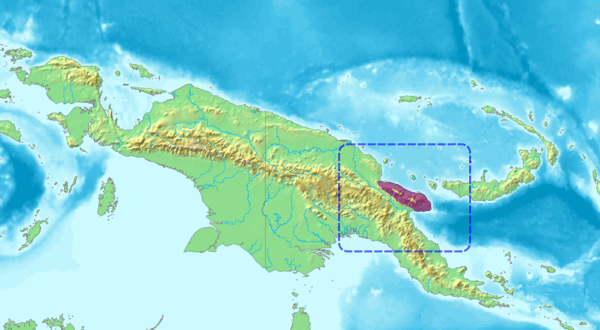
休恩半岛在新几内亚岛的位置

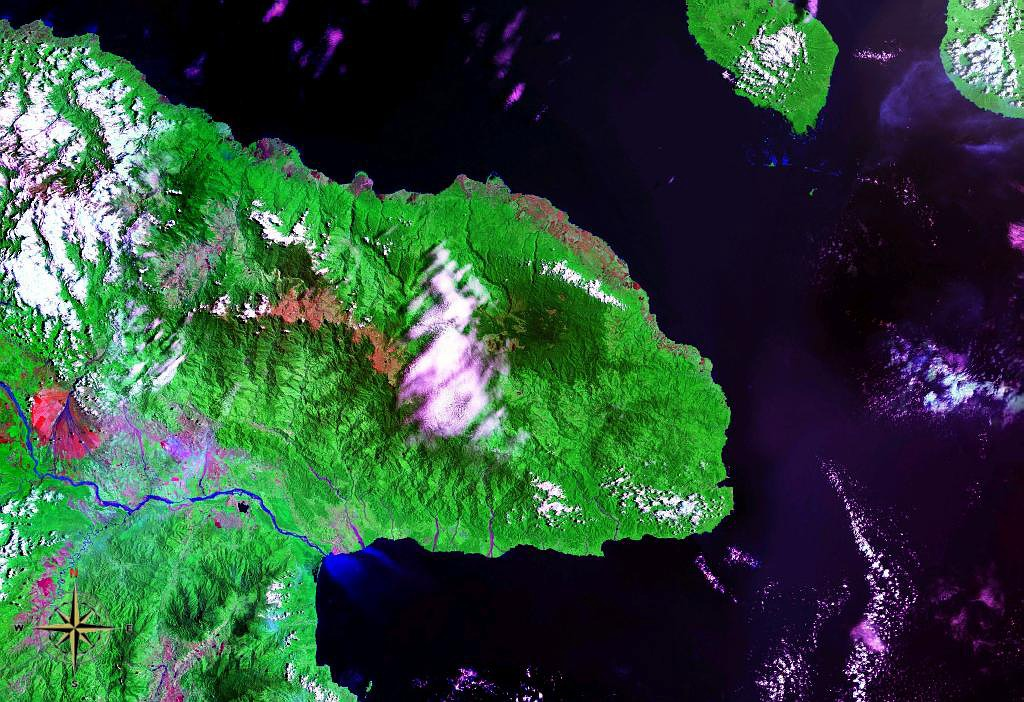
休恩半岛卫星圖

休恩半岛（Huon Peninsula）也译为胡恩半岛，位于新几内亚岛东岸，巴布亚新几内亚莫雷贝省境内，宽89公里，北临俾斯麦海勇士号海峡，东为所罗门海，南濒休恩湾，西南为馬卡姆河。半岛上的萨鲁瓦吉德岭、罗林森岭（Rawlinson Range）和克伦威尔山（Cromwell Mountains）海拔超过4000米。半岛地区年降水量4600～4800毫米，森林茂密。主要城镇有位于西南的莱城和东岸的芬什港。在东岸 Bobongara 附近地区，发现有4万年前的人类的石器和房屋的遗迹，是人类定居大洋洲最早的证据之一。第二次世界大战期间，日本曾在1942年～1943年占领休恩半岛。